# Вознесенка (Буздякский район)
Вознесенка (баш. Вознесенка) — деревня в Буздякском районе Республики Башкортостан Российской Федерации. Входит в состав Гафурийского сельсовета.

## География

### Географическое положение
Расстояние до:
- районного центра (Буздяк): 5 км,
- ближайшей ж/д станции (Буздяк): 4 км.

## Население
| 2002 | 2009 | 2010 |
| ---- | ---- | ---- |
| 140  | ↗183 | ↘181 |

Согласно переписи 2002 года, преобладающие национальности — русские (46 %), башкиры (28 %).